# Gujana na Letnich Igrzyskach Olimpijskich 1984
Gujanę na Letnich Igrzyskach Olimpijskich 1984 reprezentowało 10 zawodników, 8 mężczyzn i 2 kobiety.

## Skład kadry

### Boks

#### Mężczyźni
| Zawodnik     | Konkurencja   | 1/32 finału                             | 1/16 finału                               | 1/8 finału                                      | Ćwierćfinały     | Półfinały        | Finał            | Pozycja | Źródło |
| Zawodnik     | Konkurencja   | Przeciwnik Wynik                        | Przeciwnik Wynik                          | Przeciwnik Wynik                                | Przeciwnik Wynik | Przeciwnik Wynik | Przeciwnik Wynik | Pozycja | Źródło |
| ------------ | ------------- | --------------------------------------- | ----------------------------------------- | ----------------------------------------------- | ---------------- | ---------------- | ---------------- | ------- | ------ |
| Junior Ward  | Waga musza    | —                                       | Seiki Segawa Porażka - KO w 2. rundzie    | NQ                                              | NQ               | NQ               | NQ               | 17-31.  | [ 1 ]  |
| Steve Frank  | Waga piórkowa | Alexander Wassa Porażka - decyzja (0-5) | NQ                                        | NQ                                              | NQ               | NQ               | NQ               | 32-36.  | [ 2 ]  |
| Gordon Carew | Waga lekka    | BYE                                     | André Kimbu Mboma Wygrana - decyzja (5-0) | Martin N'Dongo Ebanga Porażka - KO w 2. rundzie | NQ               | NQ               | NQ               | 9-16.   | [ 3 ]  |

### Kolarstwo

#### Konkurencje szosowe

##### Mężczyźni
| Zawodnik           | Konkurencja                             | Czas | Pozycja | Źródło |
| ------------------ | --------------------------------------- | ---- | ------- | ------ |
| Randolph Toussaint | Wyścig indywidualny ze startu wspólnego | DNF  | DNF     | [ 4 ]  |

#### Konkurencje techniczne

##### Mężczyźni
| Zawodnik     | Konkurencja | 1/32 finału           | Baraże o 1/16 finału | Baraże o 1/16 finału | 1/16 finału      | Baraże o 1/8 finału | 1/8 finału       | Baraże o ćwierćfinały | Baraże o ćwierćfinały | Ćwierćfinały     | Półfinały        | Finał A/B        | Pozycja          | Źródło |
| Zawodnik     | Konkurencja | 1/32 finału           | 1                    | 2                    | 1/16 finału      | Baraże o 1/8 finału | 1/8 finału       | 1                     | 2                     | Ćwierćfinały     | Półfinały        | Finał A/B        | Pozycja          | Źródło |
| Zawodnik     | Konkurencja | Przeciwnik Wynik      | Przeciwnik Wynik     | Przeciwnik Wynik     | Przeciwnik Wynik | Przeciwnik Wynik    | Przeciwnik Wynik | Przeciwnik Wynik      | Przeciwnik Wynik      | Przeciwnik Wynik | Przeciwnik Wynik | Przeciwnik Wynik | Pozycja          | Źródło |
| ------------ | ----------- | --------------------- | -------------------- | -------------------- | ---------------- | ------------------- | ---------------- | --------------------- | --------------------- | ---------------- | ---------------- | ---------------- | ---------------- | ------ |
| James Joseph | Sprint      | M. Barry G. Samuel 2. | K. Tucker H. Daya 3. | P. Jamur B. Lyn 3.   | NQ               | NQ                  | NQ               | NQ                    | NQ                    | NQ               | NQ               | NQ               | Nieklasyfikowany | [ 5 ]  |

| Zawodnik        | Konkurencja     | Eliminacje | Eliminacje | Eliminacje | Finał  | Finał  | Finał   | Źródło |
| Zawodnik        | Konkurencja     | Strata     | Punkty     | Pozycja    | Strata | Punkty | Pozycja | Źródło |
| --------------- | --------------- | ---------- | ---------- | ---------- | ------ | ------ | ------- | ------ |
| Aubrey Richmond | Wyścig punktowy | 2 okrąż.   | 0 pkt      | 21.        | NQ     | NQ     | NQ      | [ 6 ]  |

### Lekkoatletyka

#### Konkurencje biegowe

##### Kobiety
| Zawodnik      | Konkurencja | Eliminacje | Eliminacje | Półfinał | Półfinał | Finał | Finał   | Źródło |
| Zawodnik      | Konkurencja | Czas       | Pozycja    | Czas     | Pozycja  | Czas  | Pozycja | Źródło |
| ------------- | ----------- | ---------- | ---------- | -------- | -------- | ----- | ------- | ------ |
| June Griffith | 400 m       | 52.27      | 4. (Q)     | 52.39    | 5.       | NQ    | NQ      | [ 7 ]  |

##### Mężczyźni
| Zawodnik   | Konkurencja | Eliminacje | Eliminacje | Ćwierćfinały | Ćwierćfinały | Półfinał | Półfinał | Finał | Finał   | Źródło |
| Zawodnik   | Konkurencja | Czas       | Pozycja    | Czas         | Pozycja      | Czas     | Pozycja  | Czas  | Pozycja | Źródło |
| ---------- | ----------- | ---------- | ---------- | ------------ | ------------ | -------- | -------- | ----- | ------- | ------ |
| Earl Haley | 100 m       | 10.74      | 4.         | NQ           | NQ           | NQ       | NQ       | NQ    | NQ      | [ 8 ]  |
| Earl Haley | 200 m       | 21.52      | 5.         | NQ           | NQ           | NQ       | NQ       | NQ    | NQ      | [ 9 ]  |
| Oslen Barr | 800 m       | 1:47.65    | 3. (Q)     | 1:46.97      | 7.           | NQ       | NQ       | NQ    | NQ      | [ 10 ] |
| Oslen Barr | 1500 m      | DNF        | DNF        | —            | —            | NQ       | NQ       | NQ    | NQ      | [ 11 ] |

#### Konkurencje techniczne

##### Kobiety
| Zawodnik       | Konkurencja | Eliminacje | Eliminacje | Finał | Finał   | Źródło |
| Zawodnik       | Konkurencja | Wynik      | Pozycja    | Wynik | Pozycja | Źródło |
| -------------- | ----------- | ---------- | ---------- | ----- | ------- | ------ |
| Jennifer Innis | Skok w dal  | 6,17 m     | 13.        | NQ    | NQ      | [ 12 ] |